# کاربید هافنیم (IV)
کاربید هافنیم(IV) (به انگلیسی: Hafnium(IV) carbide) با فرمول شیمیایی HfC یک ترکیب شیمیایی است که جرم مولی آن 190.50 g/mol می‌باشد. شکل ظاهری این ترکیب، پودر سیاه بی‌بو است.